# Kokon (powieść)
Kokon (ang. Sleepyhead) – powieść kryminalna brytyjskiego pisarza Marka Billinghama z 2001. Polskie wydanie książki ukazało się w 2008 w tłumaczeniu Roberta P. Lipskiego. 

## Treść
Pierwsza część cyklu z inspektorem Tomem Thorne’em. Akcja rozgrywa się jesienią 2000. Tajemniczy zabójca pozbawił życia trzy kobiety: Christine Owen, Madeleine Vickery i Susan Carlish. Czwarta została przez niego wprowadzona w stan uśpienia poprzez wywołanie udaru mózgu. Nie może poruszać żadnymi kończynami, ani mówić, ale widzi, słyszy i rozumie otoczenie. Przebywając w szpitalu może się z wielkim wysiłkiem komunikować mrugając powoli powiekami. Zadaniem Thorne’a i jego współpracowników jest zapobieżenie kolejnej tragedii. 
Powieść uplasowała się na liście bestsellerów pisma „Sunday Times”. Została też pozytywnie oceniona przez George’a Pelecanosa.